# Kohei Yoshioka
Kohei Yoshioka (født 22. april 1985) er en japansk tidligere professionel fodboldspiller.
Han har spillet for flere forskellige klubber i sin karriere, herunder SC Sagamihara, Grulla Morioka og Fujieda MYFC.